# Baimi, Jiangsu
Baimi är en köping i Kina. Den ligger i provinsen Jiangsu, i den östra delen av landet, omkring 140 kilometer öster om provinshuvudstaden Nanjing. Antalet invånare är 40 589. Befolkningen består av 20 963 kvinnor och 19 626 män. Barn under 15 år utgör 9,0 %, vuxna 15-64 år 70 %, och äldre över 65 år 19,0 %.
Runt Baimi är det tätbefolkat, med 849 invånare per kvadratkilometer. Närmaste större samhälle är Qutang, 7,1 km öster om Baimi. Trakten runt Baimi består till största delen av jordbruksmark.
Genomsnittlig årsnederbörd är 1 307 millimeter. Den regnigaste månaden är juli, med i genomsnitt 264 mm nederbörd, och den torraste är januari, med 34 mm nederbörd.